# Mac Tonight
Mac Tonight es un personaje ficticio que se utilizó en el marketing de los restaurantes McDonald's a finales de la década de 1980. Conocido por su cabeza de luna creciente, gafas de sol y tocar el piano, el personaje usó la canción "Mack the Knife", que se hizo famosa en los Estados Unidos por Bobby Darin. A lo largo de la campaña, Mac fue interpretado por el actor Doug Jones y con la voz de Brock Walsh.
Originalmente concebido como una promoción para aumentar las ventas de cenas por parte de los licenciatarios del sur de California, la popularidad de Mac Tonight llevó a McDonald's a llevarlo a todo el país el 27 de agosto de 1987. En 1988, la campaña publicitaria se había extendido por todo el mundo. En 1989, el hijo de Bobby Darin, Dodd Mitchell Darin, demandó a McDonald's por supuestamente infringir la imagen de Bobby Darin. Después de la demanda, McDonald's dejó de usar la canción que aparece en la campaña original Mac Tonight en Estados Unidos. Hubo varios intentos de reiniciar Mac Tonight en los Estados Unidos. a lo largo de la década de 1990, pero ninguno despegó.

## Historia

### Campaña de marketing original (1986-1989)
La campaña, creada por Jim Bennedict y Peter Coutroulis, fue creada localmente para los McDonald's del sur de California por la firma de publicidad de Los Ángeles Davis, Johnson, Mogul & Colombatto, con un presupuesto de alrededor de 500.000 dólares. Buscando aumentar el after-4pm Dinner Business, la agencia se inspiró en la canción "Mack the Knife" de Kurt Weill y Bertolt Brecht, que se hizo famosa en Estados Unidos por Bobby Darin en 1959 y escuchó diferentes versiones de la misma antes de optar por crear una versión original. con nuevas letras. Después de decidir no incluir personas reales ni celebridades, los diseñadores se decidieron por una luna cantante antropomórfica en el cuerpo de un hombre con gafas de sol con un estilo de los años cincuenta; la canción y el estilo fueron diseñados para atraer a los baby boomers y un resurgimiento de la música al estilo de los años 50 en la cultura popular. El personaje, que tocaba un piano de cola encima de una nube flotante o de un Big Mac gigante (de ahí el nombre), estaba destinado a conseguir seguidores "de culto", por ejemplo, Max Headroom. De 1986 a 1987, la campaña se expandió a otras ciudades de la costa oeste estadounidense. McDonald's dijo que la campaña tuvo "un gran éxito", mientras que la revista especializada Nation's Restaurant News anunció que había contribuido a aumentos de más del 10% en el negocio a la hora de cenar en algunos restaurantes de California. Una multitud de 1.500 personas asistió a la visita de un personaje disfrazado de Mac Tonight a un McDonald's de Los Ángeles. A pesar de las preocupaciones de que era demasiado típico de la costa oeste, en febrero de 1987 se decidió que el personaje aparecería en los anuncios nacionales que salieron al aire en septiembre y atrajo a una multitud de 1.000 personas en Boca Raton, Florida. Una encuesta realizada en septiembre de 1987 por Ad Watch encontró que el número de consumidores que recordaban la publicidad de McDonald's antes que cualquier otra se duplicaba respecto al mes anterior, y era mayor que el de cualquier otra empresa desde el lanzamiento de la New Coke en 1985.
Doug Jones interpretó Mac Tonight en 27 de los 29 comerciales desde 1986 hasta 1997. Años más tarde, en 2013, recordó: "Fue entonces cuando mi carrera dio un giro que no esperaba. No sabía que esa era una opción profesional". La voz de Mac Tonight fue proporcionada por Brock Walsh. El director Peter Coutroulis, que ganó un premio Clio por una campaña anterior para Borax, lanzó varios comerciales que no salieron al aire, incluido uno parecido a ET en el que dos astronautas observan a Mac Tonight conducir su Cadillac por el cielo.

### Reintroducción en el sudeste asiático (2006-2010)
En 2006, McDonald's recuperó el personaje en territorios de todo el sudeste asiático, como Singapur, Malasia, Indonesia, Filipinas, Hong Kong, Taiwán, Tailandia y China. La campaña exclusiva para Asia presentó un Mac Tonight animado por CGI bailando en lo alto de un restaurante McDonald's mientras cantaba y tocaba un saxofón.  Estos comerciales fueron realizados por Liquid Animation. Más adelante en los anuncios animados de SiLLY THING, Mac Tonight fue representado en un estilo Chibi y se le vio en varias situaciones surrealistas a lo largo de la campaña.[cita requerida]
En 2007, Eason Chan ganó el premio a la 'Canción comercial de televisión más popular' en los 'Premios de publicidad más populares de TVB' por el doblaje cantonés de 2007 de "Cheers for Midnight". En Malasia, el comercial se llamó "Let's Mac Tonight" y recibió el premio a la Mejor Campaña de Medios Integrados.
McDonald's también tuvo dos series relacionadas con la campaña publicitaria. Una era una serie de videos en línea producida en colaboración con MiLK Magazine, esta serie se llamó 'Midnight Gagster'. Estas fueron filmadas del 24 de diciembre de 2006 al 16 de febrero de 2007, y fueron realizadas para promocionar las ubicaciones de McDonald's en Hong Kong las 24 horas.[cita requerida]
El otro era una serie de parachoques que mostraban actualizaciones de una competencia, 'Mac Tonight Mad Dash' era una competencia organizada y transmitida en Filipinas en la que 24 parejas de concursantes tenían que competir para visitar 24 ubicaciones de McDonald's abiertas las 24 horas donde tenían que resolver acertijos. Para continuar, esta carrera duró 24 horas. Esta competencia fue organizada y transmitida el 24 de julio de 2007.

### Comerciales internacionales
En Quebec Mac Tonight se llama Pierrot McDo. En lugar de cantar una alegre parodia de Mack the Knife, Pierrot McDo interpreta una parodia de la canción Frédéric de Claude Léveillée. En Japón, Mac Tonight (rebautizado como マックトゥナイト) fue interpretado por Yōsui Inoue. Los anuncios japoneses utilizaron una nueva pista de acompañamiento. Mac Tonight apareció en un episodio del programa de Black Entertainment Television Video Soul en 1988.

## Animatrónicos
Además de la campaña publicitaria, varios restaurantes McDonald's a principios de la década de 1990 también fueron equipados con figuras animatrónicas hidráulicas de Mac Tonight construidas por Mannetron que presentaban al personaje sentado frente a un piano y tocándolo. El único restaurante McDonald's más destacado que aún cuenta con uno de los animatrónicos (que no funcionan) es el McDonald's de entretenimiento más grande del mundo en Orlando, Florida. Otras ubicaciones conocidas incluyen un McDonald's es el de Greenfield, Wisconsin, conocido como Solid Gold McDonald's, antes de someterse a renovaciones importantes en 2011.

## Legado
Mac Tonight rara vez aparece en los comerciales modernos de McDonald's. Se le ha visto en un comercial de 2004 y en 2013 para el lanzamiento del Menú After Midnight. La última aparición conocida de Mac Tonight fue en el fondo de un anuncio de McDonald's canadiense en un cartel. El diseño del cartel fue realizado y utilizado para la Promoción de General Mills/McDonald's. Esta obra de arte fue realizada por Tom Dubois.
En línea, Mac Tonight tiene una fuerte asociación con el género musical Vaporwave. Mac Tonight apareció en la portada del álbum dividido Late Night Delight de Saint Pepsi y Luxury Elite, donde se convirtió en un ícono del género vaporwave.
Mac Tonight también apareció en los episodios de Los Simpson "Kiss Kiss, Bang Bangalore" como una figura de cartón, "Fatzcarraldo" y "Burger Kings" a través de la imaginación de Homer.

### Moon Man
Una parodia no oficial de Mac Tonight, llamada Moon Man, es un meme de Internet que se originó en 2007 en la comunidad de memes de Internet YTMND en la que se representa al personaje promoviendo el racismo y la supremacía blanca.
Con el surgimiento de la derecha alternativa en 2015, Moon Man resurgiría en sitios como 4chan y 8chan y se subirían a YouTube más canciones apoyando la brutalidad policial a afroamericanos y celebrando el tiroteo en la discoteca gay Pulse. En consecuencia, YouTube elimina videos de Moon Man por violar sus pautas comunitarias sobre discurso de odio, y AT&T modificó su software de conversión de texto a voz, que se utiliza para crear el meme, para filtrar el nombre y las obscenidades del personaje. Escribiendo para Salon.com, Matthew Sheffield comparó a Moon Man con Pepe the Frog, otro meme etiquetado como símbolo de odio. En 2019, la Liga Antidifamación de Estados Unidos añadió a Moon Man a su base de datos de símbolos de odio.